# Округ Ајхштет
Округ Ајхштет је округ у центру немачке државе Баварска. Припада регији Горња Баварска. 
Површина округа је 1.214,41 км². Јуна 2008. имао је 124.376 становника. Има 30 насеља, а седиште управе је у граду Ајхштет. 
Округ се налази у јужном деу Франачке Јуре. Око 80% површине округа припада парку природе Алтмилтал. На југоистоку река Дунав чини мали део границе округа. Округ има снажну привреду, па је незапослено само 1,8% становништва. 